# Казимиров, Василий Васильевич

Мемориальная доска Казимирову Василию Васильевичу в городском парке города Скопина.

Васи́лий Васи́льевич Казими́ров (1924—1991) — старшина Рабоче-крестьянской Красной Армии, участник Великой Отечественной войны, Герой Советского Союза (1945).

## Биография
Василий Казимиров родился 27 апреля 1924 года в деревне Стрелецкая Дубрава. Русский. Рано остался без отца. После окончания в 1938 году неполной средней школы работал в колхозе. В августе 1942 года Казимиров был призван на службу в Рабоче-крестьянскую Красную Армию. С января 1943 года — на фронтах Великой Отечественной войны. В боях два раза был ранен. Участвовал в Курской битве, освобождении Украинской ССР и Польши, боях в Германии. К июлю 1944 года гвардии старшина Василий Казимиров командовал орудием батареи 275-го гвардейского истребительно-противотанкового артиллерийского полка 4-й гвардейской отдельной истребительно-противотанковой артиллерийской бригады 69-й армии 1-го Белорусского фронта. Отличился во время форсирования Вислы.
31 июля 1944 года Казимиров в составе своей батареи поддерживал огнём переправу пехоты через Вислу в районе села Кемпа-Хотецка к юго-западу от города Пулавы. Ночью того же дня батарея сама переправилась на западный берег и приняла активное участие в боях за плацдарм, отбив немецкую контратаку и нанеся противнику большие потери. 2 августа 1944 года батарея отбила три немецких контратаки. В том бою, когда у Казимирова вышло из строя орудие, он вместе со своим расчётом продолжал сражаться, используя стрелковое оружие. В боях за две господствующих высоты Казимиров лично уничтожил около 75 немецких солдат и офицеров.
Указом Президиума Верховного Совета СССР от 21 февраля 1945 года за «мужество, отвагу и героизм, проявленные в борьбе с немецкими захватчиками» гвардии старшина Василий Казимиров был удостоен высокого звания Героя Советского Союза с вручением ордена Ленина за номером 28194 и медали «Золотая Звезда» за номером 3122.
В 1946 году Казимиров был демобилизован. Проживал в городе Скопине Рязанской области. После окончания Ленинградских высших торговых курсов работал в торговле. Активно занимался общественной деятельностью. Умер 12 мая 1991 года, похоронен в Скопине.
Был также награждён орденами Отечественной войны 1-й степени, Красной Звезды, «Знак Почёта», Славы 2-й и 3-й степеней, рядом медалей.
В честь Казимирова названа улица в Скопине и поле на месте бывшей деревни Стрелецкая Дубрава.